# Гней Помпей (консул 31 пр.н.е.)
Вижте пояснителната страница за други личности с името Гней Помпей.
Гней Помпей (на латински: Gnaeus Pompeius) e римски политик.

## Биография
Помпей е син на Секст Помпей, приятел на Цицерон. От 1 октомври 31 пр.н.е. той е суфектконсул. През 20 пр.н.е. той е магистър на колегията Арвалските братя и през 17 пр.н.е. в колегията на Quindecimviri sacris faciundis.
Той има син Гней Помпей, който е авгур.